# JA21
JA21 (backronym for Juiste Antwoord 2021, hvilke oversættes til Rigtige Svar 2021) er et hollandsk konservativt politisk parti.

## Historie
JA21 blev dannet den 18. december 2020 af Joost Eerdmans og Annabel Nanninga, som begge forlod Forum for Demokrati efter kontrovers over at flere medlemmer af ungdomspartiet havde sendt racistiske og antisemitiske beskeder. Begge grundlæggere, samt andre politikere som forlod FvD sagde at partiet ikke havde gjort nok for at bekæmpe højreekstreme elementer i partiet.
Den 20. december 2020 efter meldte all 3 af FvDs medlemmer af Europaparlamentet sig ind i JA21. To dage senere skiftede 7 FvD senatorer i overhuset til JA21. Ved sit debutvalg i 2021 vandt JA21 3 pladser i det hollandske underhus.

## Positioner
JA21 beskriver sig selv som et både konservativt og liberalt parti. Partiet ses også som et Fortuynistisk parti, hvilke underbygges af at partiformand Joost Eerdmands tidligere var medlem af underhuset for Lijst Pim Fortuyn.
Partiet ønsker at reducere indvandring, lavere skatter, og mener, at EU er ved at udvikle sig til en 'superstat under fransk-tysk lederskab', og at denne udvikling skal bekæmpes.

## Valgresultater
| Valg | Partiformand   | Stemmer | %    | Pladser |
| ---- | -------------- | ------- | ---- | ------- |
| 2021 | Joost Eerdmans | 245.859 | 2,4% | 3 / 150 |